# Ligne de Nyíregyháza à Zajta par Mátészalka
La ligne de Nyíregyháza à Satu Mare par Mátészalka et Zajta ou ligne 113 est une ligne de chemin de fer de Hongrie. Elle relie Nyíregyháza à Zajta par Mátészalka.